# Синдром средней доли
Синдром средней доли — рентгенологический синдром, возникающий при обтурации долевого бронха средней доли правого лёгкого (в левом легком средней доли нет). Рентгенологически проявляется уменьшением и уплотнением тени средней доли правого лёгкого.
Его развитие возможно при бронхоэктазах, деструкции лёгочной ткани, ателектазе, опухолях, циррозе лёгкого, пневмонии. Поражения средней доли встречаются относительно часто. Они составляют 20—26 % воспалительных заболеваний лёгких и до 50 % случаев неопухолевых ателектазов.